# Partit Nacional Independent
|  | Pel partit polític uruguaià, vegeu Partit Nacional Independent (Uruguai) |

Partit Nacional Independent (luxemburguès Onofhängeg Nationalpartei, francès Parti national indépendant, alemany Unabhängige Nationalpartei) fou un partit polític luxemburguès del període d'entreguerres. Fou fundat el 1918 per dissidents del Partit de la Dreta, dirigits per Pierre Prüm. Reforçat per la reforma constitucional luxemburguesa que va introduir el sufragi universal i la representació proporcional, a les eleccions legislatives luxemburgueses de 1919 va obtenir 3 escons de 48, i no pogué evitar el govern del Partit de la Dreta, que n'havia obtingut 27.
A les eleccions de 1922 va augmentar a 4 escons, però a les de 1925 tornà a tenir tres. Tot i així, com que el Partit de la Dreta va perdre la majoria absoluta, i Prüm va intentar formar govern amb socialistes, esquerra independent i radicals socialistes, però el 1926 es va trencar la coalició i Prüm va abandonar la política per a dedicar-se a la judicatura. A les eleccions de 1928 només va obtenir un escó i el 1931 el va perdre, de manera que el 1932 es va dissoldre. Molts dels seus dirigents, inclòs el mateix Prüm, foren relacionats posteriorment amb el Volksdeutsche Bewegung (VDB), partit d'ideologia nazi que col·laborà amb el Tercer Reich durant l'ocupació de Luxemburg durant la Segona Guerra Mundial.